# 喜福会 (电影)
《喜福会》（英語：The Joy Luck Club）是一部探讨美籍华裔女性和她们的海外華人母亲之间关系的1993年美国电影，由旅美华裔导演王颖执导，温明娜、赵家玲、劳伦·汤姆、富田谭玲、弗兰丝·阮、翘征、卢燕和周采芹联袂主演。影片改编自谭恩美1989年小说，由谭恩美和罗纳德·巴斯共同创作剧本。
四名住在旧金山华人移民经常聚在一起打麻将，讲故事，而这四位女性都育有一位已经成年的华裔女儿。影片揭示了她们深藏不露的过往经历，折射出她们所面对地中美文化碰撞，在此过程中深入了解家庭纽带与彼此。
影片预告片于1993年春季公布，于1993年8月和9月在各大电影节上放映，9月8日同时在洛杉矶、纽约市和旧金山首映。影片成本1050万美元，票房上较为成功，口碑总体上不俗，但对亚裔美国男性刻板形象的刻画招来批评。2023年5月，《喜福會》的製作人員與出演人員被非營利組織Gold House名列該年度表彰亞裔傑出人士的「A100 List」名冊，獲得「黃金一代（Gold Generation）」獎。

## 剧情
旧金山的四位老华侨钟林冬（周采芹 饰）、圣克莱尔·莺莺（弗兰丝·阮 饰）、苏安梅（卢燕 饰）和吴素媛（翘征 饰）经常聚在一起打麻将、谈天，她们组了一个名叫“喜福会”的社团。她们都是从中国移民到美国，再嫁后生下华裔美国人。四个月前，素媛因病去世，女儿珍（温明娜 饰）取代她的位置。母亲们望女成凤，但女儿们遭到“焦虑、不满足感和失败”的困扰。整部影片讲述母亲和女儿们学会相互了解、克服冲突，密切彼此关系的过程。
序幕中，一名据说是素媛的女性从中国的市场买来一只“一直伸着脖子想成为天鹅的鸭子”。她把鸭子看成宠物来养，后来把它带到美国。移民官员从她身上拿走这只鸭，她急忙中只拔走一根羽毛留作纪念。长此以往，她一直存着这根羽毛，计划有一天把羽毛交给女儿。
珍依照母亲临终前的依托，回到中国寻找失散多年的双胞胎姐姐，临行前喜福会成员带着她们的亲朋好友来给她送行，喜福会人触景生情，不禁回想起各自不堪回首的过往。
林冬四岁时，在母亲（奚美娟 饰）和媒人的牵线搭桥下许配给了黄家的公子。林冬十五岁时（黄敏 饰），母亲把她交给了黄先生，林多正式和黄公子黄田余结婚。事实上，黄田余只不过是个乳臭未干的小男孩，对她根本提不起兴趣。结婚四年下来，两人没有生孩子，也谈不上爱情，急着抱孙子的岳母频繁虐待她，将林冬不生孩子归咎为她自己的错误。一次，林冬偶然间偷听到女仆怀上丈夫的孩子，丈夫已经完全对她死心了，这使得她意识到这是逃离黄家却不玷污自己、家人和丈夫名声的机会。林冬故意撕烂自己的衣服，跑去跟岳母说她做了一个噩梦，梦中黄家的列祖列宗要惩罚她、丈夫和媒人。之后她又说祖宗们让女仆怀上了田余的孩子，她嫁给田余是对祖宗的大不敬。黄先生当然不信林冬的话，直到他通过身体检查很快就发现女仆确实怀孕了。最后，林冬说媒人故意将她错误许配给田余，想要更多的钱。愤怒的黄先生命令媒人离开他家人，让女仆结婚，林多因此离开黄家，搬到上海。多年后，林多在美国和新丈夫结婚，生下了一个儿子和一个女儿，女儿叫韦弗利（富田谭玲 饰）。小时候，韦弗利是国际象棋冠军，这成为了林冬向周围人“炫耀”的资本，韦弗利大为不悦，和母亲吵了一架后不再碰象棋。当韦弗利重新拿起象棋时，已经比不上别人了，她一气之下退出象棋生涯。之后，韦弗利爱上了美国人里奇（克里斯托弗·里奇 饰）。为了讨林冬欢喜，韦弗利带里奇到家中吃晚饭，可是里奇不擅长用筷子，还当面对林冬的厨艺指指点点，林冬非常看不惯里奇，韦弗利深感惭愧。回家的路上，韦弗利希望里奇知道她和家人们与他在一起时有多難為情，要他学会中国餐桌礼仪，不再失禮。（他不知「這道菜不怎麼鹹,不夠香,不好吃請多包涵」是客套話，還認真回答「沒關係，那加調味醬就好了」。）过了一段时间，林多在做头发时，和韦弗利讲起了自己母亲的经历，表示她其实是喜欢里奇的。之后她祝福韦弗利和里奇的婚姻，促使她和韦弗利重归于好。在珍的送行会上，里奇虽然不小心掉了一块，还是很熟练地用上筷子，十分遵循中国餐桌礼仪，林冬对此倍感欣慰。
圣克莱尔·莺莺以前在中国和林萧（王盛德 饰）有过幸福美满的婚姻，两人育有一子。可是，林萧和一位女歌手有了外遇后，开始虐待抛弃她。绝望过度的莺莺在洗澡时意外将儿子活活淹死在浴缸中，之后疯掉了，一直认为如果把林萧杀掉，就不会失去“最重要的东西”。多年后，她移民美国，但患上了创伤后遗症，一直对过去的悲惨经历念念不忘，她的新家人，包括她的女儿圣克莱尔·琳娜（劳伦·汤姆 饰）在内非常担心她。莺莺终于从创伤中恢复后，琳娜向莺莺展示了她和丈夫、同时也是他老板的哈罗德（迈克尔·保罗·陈 饰）的新家。莺莺了解到琳娜不满足哈罗德给她的生活费用，两人的所有开支都事无巨细地列出来，费用平摊，经常就钱的问题争吵。看到琳娜对她的婚姻很不高兴，莺莺重申了自己的立场，一把掀翻卧室的桌子，桌上的花瓶掉到地上碎掉。突然听到声响的琳娜来到母亲身边，坦承她的确不开心。莺莺建议女儿离开家，直到哈罗德能给她想要的东西。在珍的送行会上，琳娜带来了一位充满活力的新未婚夫，这位未婚夫给了琳娜想要的东西，获得莺莺认可。
九岁的苏安梅（丁艺 饰）由亲属和奶奶抚养长大。丈夫去世后不久，家人发现苏安梅的母亲（邬君梅 饰）和富有的中年男子吴庆偷情后，将她赶出家门。这次她回到老家看望弥留之际的老母亲（宋静秀 饰），和久别的女儿重逢。她不想再失去老母亲，不顾亲属们的反对，搬出去和母亲一起生活。他们表示安美只能和吴庆一起住，老母亲会毁了她的将来。然而，她发现自己只是妾。后来，她得知二少奶（孫芳 饰）曾让自己落入被吴庆强奸的圈套，自己已经怀上了吴庆的孩子。亲戚们不再信任她，把她扫地出门，别无选择的她不情愿地成为了吴庆的四少奶。她生了一个男孩，二少奶将男孩从她身边带走，归为己有。安梅找到自己的过去后，她的母亲认真挑选了死亡的日期，服食包着鸦片的汤圆自杀身亡，扬言做鬼也不放过吴庆。吴庆害怕诅咒，答应抚养安梅及其同母异父的弟弟，将安美的母亲扶正为唯一的妻子。二奶奶假惺惺地佯装尊重安美过世的母亲，被安美喊着“妈妈”尖叫着吓倒，摔坏了脖子上的人造珍珠项链。后来到了美国，安美的女儿罗丝（赵家玲 饰）自大学起便和男朋友泰德·乔丹（安德鲁·麦卡锡 饰）约会。泰德最初被罗丝自信、坦率的本性所吸引。然而，泰德的母亲（戴安娜·巴克 饰）因种族问题羞辱罗丝，罗丝留下了深刻印象，同意和泰德结婚。两人结婚后关系渐渐疏远，罗丝竭力向泰德身边人证明自己的价值，付上自己的身份和利益，变得顺从和娴静。他们生了一个叫珍妮弗的女儿，但这并不能解决两人的婚姻问题。更糟糕的是，泰德拿另一名女性欺骗了她。不久后，安梅登门拜访，将自己母亲的故事告诉给罗丝。她鼓励罗丝为了自己和珍妮弗勇敢站出来抵抗泰德，不然不会有所改变。为了避免相同的命运，罗丝重拾信心，说要带着女儿离家出走。泰德怕得开始认真对待她，再也不认为拥有她是理所当然的。在珍的欢送会上，夫妻俩重归于好。
抗日战争时期，日本人大肆入侵。吴素媛带着双胞胎女儿逃难，期间患病，装着两个婴孩的手推车坏掉，婴孩掉在地上。弥留之际，素媛没把孩子将孩子连带她自己照片在内的全副家当扔在路边。素媛最终活了下来，但遗弃两个女儿的举动让她很是愧疚，她自己没了女儿们的音讯了。到美国再嫁后，她把全部希望寄托在新女儿珍的身上，逼着珍学钢琴，可是珍没有学琴的兴趣，这使得她失望至极。九岁时，珍在钢琴演奏会上表现不佳，但素媛不甘心，继续推着她成为钢琴演奏家，珍很是抵触，素媛说出了希望自己和女儿们一起死去的气话，这让素媛十分担心。珍渐渐长大，在素媛去世前一年的晚宴上，珍多年的自由职业对手韦弗利拒绝了她的企业理念，素媛说韦弗利和珍不一样，“风格”是一个人的秉性，教不来的，这暗示了韦弗利有“风格”。珍感到羞愧，深信母亲是在挖苦自己，此时林冬跑来安慰珍。第二天，珍跑去责备母亲，坦承自己永远不可能活在母亲对她的过高期望中。珍感叹母亲一直对自己失望，因为自己半途从大学辍学、还没有结婚、事业上无成。然而，素媛拿出她珍藏的玉项链，向珍坦诚她是一个有着无可比拟的风格，韦弗利虽然在竞争中获得优势，但珍总是保持着一颗热忱的心灵，这使得她母亲更加骄傲。欢送会前的复活节，珍从喜乐会成员口中得到两位姐姐仍然在生，姐姐们还用中文给她写信。林多在给她翻译时，故意说姐姐们知道了母亲的死和失散多年的妹妹。回到欢送会上，林多承认其实是她以素媛的名字给双胞胎写信。珍恳求林多告诉她们真相，可林多说太迟了，双胞胎期盼着母亲素媛，仍然相信母亲在世。不久后，父亲（冀朝理）跟珍说起了素媛和她的双胞胎女儿在打仗时的故事。之后，他把素媛养的鸭子的羽毛交给了珍，说羽毛看似一毛不值，但有着“好意头”。珍抵达中国，告诉姐姐们母亲的真相，三人紧紧拥抱在一起。最终接受了中国人身世的她，和逝去的母亲重归于好。

## 阵容
母亲们
- 翘征（英语：Kieu Chinh） 饰 吴素媛
- 周采芹 饰 钟林冬
  - 4岁：吴英
  - 15岁：艾琳·吴（英语：Irene Ng (actress)）
- 阮芸娥（英语：France Nuyen） 饰 圣克莱尔·莺莺
  - 16-25岁：俞飞鸿
- 卢燕 饰 苏安梅
  - 4岁：艾米·余
  - 9岁：丁艺（英语：Yi Ding (actress)）

女儿们
- 溫明娜 饰 吴菁妹
  - 9岁：梅兰妮·张
- 富田谭玲 饰 韦弗利·钟
  - 6-9岁：武梅
- 劳伦·汤姆（英语：Lauren Tom） 饰 圣克莱尔·琳娜
- 赵家玲 饰 乔丹·苏·罗丝

配角
- 迈克尔·保罗·陈 饰 哈罗德，琳娜的丈夫
- 安德魯·麥卡錫 饰 泰德·乔丹
- 克里斯托弗·里奇（英语：Christopher Rich (American actor)） 饰 里奇
- 王盛德 饰 林萧
- 奚美娟 饰 林多母
- 鄔君梅 饰 安美母
- 冀朝理 饰 珍父（小说叫吴坎宁）
- 黄自强 饰 钢琴教师老钟
- 李莹许 饰 媒人

## 制作
谭恩美和奥斯卡金像奖得主罗纳德·巴斯创作电影改编剧本。此前曾创作多部关于美国华裔电影，包括他的处女作《寻人》王颖担任导演。王颖、谭恩美、巴斯和帕特里克·马基担任制作人。奥利弗·斯通和杨燕子担任执行制片人。美术指导是唐·伯特（Don Burt），梅西·霍伊（Maysie Hoy）是电影剪辑。
《喜福会》小说于1989年发行时，王颖曾带着将这部他欣赏的小说改编成电影的想法接触作者谭恩美。王颖和谭恩美想将小说翻拍成电影，但自《吃一碗茶》以来，王颖不太想再拍一部关于华裔美国人的电影，因为他之前的作品没能吸引广泛的观众。当时，没有一部知名好莱坞电影采用全亚裔阵容，美国观众并不十分了解亚洲演员，制作中国人做主角的电影特别有风险。罗纳德·巴斯和王颖与谭恩美的合作，始于1990年1月在波音酒店开会分析小说，简述将小说搬上大银幕的办法，“主角不止一位”。片方纷纷认为小说的“角色和剧情”改编成电影“太过内在和复杂”，巴斯便在不变动主线剧情的情况下增加两个更改，珍的欢送会成为电影的时间线背景，采用第一人称叙述及配音压缩影片的情节。罗纳德·巴斯认为：“许多高管和制片人担心配音会疏远观众。我认为不然。这会让你走进讲述人的内心世界，以对话达不到的方式了解他们的情绪。”
王颖、谭恩美和罗纳德·巴斯联系了伊克斯特兰公司（Ixtlan Corporation）和他们的员工奥利弗·斯通和珍妮特·杨，珍妮特·杨饰公司的副总裁，她对这个项目很感兴趣。项目启动前，斯通和杨不满意彼此对中国人的描绘。王颖不认可斯通的惊悚片《龙年》把中国角色刻画成“暴徒、黑帮分子和荡妇”，斯通认为王颖的《點心》缺乏动作场面，“无趣”。斯通和王颖调和了他们的差异，使得他们能够合作，最终同意和其他制片人共同制作电影。
卡罗科电影最初于1990年春季同意支持项目，但公司有财务问题，剧组由于没有收到所想要的创意控制水平，六个月后推掉了合约。因此，谭恩美、王颖和巴斯于1991年1月花了三天时间自行“以叙事模式”概括剧本。谭恩美和巴斯于1991年8月到10月完成第一稿。他们1992年3月回到伊克斯特兰公司时，华特迪士尼影业集团主席杰弗瑞·卡森伯格同意斯通和珍妮特·杨提出的项目，给了他们完全的创意控制。1992年春，好莱坞影业同意协助影片制作和分发。
由于缺乏电影制作经验，“谭恩美过程并没有她所想的那么恐惧。她很高兴，合作意味着讨论，之后她还有时间自己写。”珍妮特·杨表示，尽管有多家片方抛出了橄榄枝，迪士尼是“唯一一家愿意往前走的”。制片人很意外，但杨回想起来，认为《喜福会》“符合迪士尼的议程——为不依赖明星力量的低成本作品搭建平台”。她认为，迪士尼并不熟悉主题，“比平常少亲自动手”。
影片于1992年10月在旧金山开拍，1993年2月移师到中国。谭恩美没有参与试镜，但她的母亲、姨妈们和四岁的外甥，还有珍妮特·杨的父母在影片中担任临时演员，谭恩美自己也有露面。1993年3月影片杀青，成本总共为1050-1060万美元。
在片中饰演媒人并兼任文化顾问的李莹许于1993年4月28日在加利福尼亚州奥克兰车祸身亡，因此影片片尾字幕缅怀了她。

## 音乐
原声带于1993年9月28日由好莱坞唱片发行。蕾切尔·波特曼作曲，波特曼和约翰·纽菲尔德（John Neufeld）共同编曲，J·A·C·雷德福德指挥。中国乐器和西方音乐共同使用。Filmtracks网站和Allmusic的杰森·阿肯尼（Jason Ankeny）给予原声带4/5星评价。Filmtracks认为音乐段不像波特曼“她职业生涯中的其他单向成就”“突出”，不过认为整张专辑“不太值得反复听”，即便音乐段彼此缺乏多样性。前14首歌由蕾切尔·波特曼谱曲，而第15首也是尾声由大卫·阿诺德、马文·哈姆利奇和蕾切尔·波特曼谱曲。专辑总时长约44分钟。

## 发行

### 票房
1993年4月，谭恩美看完《喜福会》粗剪，称赞它是情感催泪弹。影片其后于5月中旬向各种各样的观众放映，几周后向更广泛的观众放映，8月16日当周向美国亚裔记者协会、劳动节周末在特柳赖德电影节、9月中旬在多伦多国际电影节放映。影片于1993年9月8日在洛杉矶、纽约和旧金山有限上映，到10月1日逐渐扩大到全国数百家影院，包括犹他州盐湖城和佛罗里达州圣彼得堡。10月8日在德克萨斯州奥斯汀等城市上映。影片在美国赚到约3300万美元。

### 专业评价
《喜福会》获得普遍正面的评价。影院评分表示观众给予“A+”评价。影评人吉恩·西斯科尔选出剧本和表演，称赞影片跳脱出童年小提琴家和拼字比赛冠军的狭窄范围，展示亚裔美国人的图像，认为它的主要功绩是表现中国女性的悲惨人生是如何继续影响她们美国女儿们的人生的，并让观众作为个人联想到美籍华人的大群体。西斯科尔将影片列入1993年十佳影片第七位，而罗杰·艾伯特将影片列入1993年十佳影片第五位。
《亚利桑那每日星报》的1297名读者投票将本片列入他们最喜欢的1993年电影，该片在253部电影中排第14。然而，影片在英国首映时，“有英国评论员称片子伤感多于酸甜”。影片是1998年AFI百年百大電影榜单的400部提名影片之一，但没能入选1998年和2007年的榜单。
《娱乐周刊》的泰·布林给出C+评价，写道：“影片涵盖了遗弃、杀婴、母爱和自尊的原始问题，使你感到悲伤（且）非常忠实原著”。布林认为剧情“折磨人”，很教条，批评对白“非常令人尴尬，充斥着自尊自强的废话”，认为男性角色“背信弃义”。然而，他认为表演“丰满且机智”，指出赵家玲和卢燕的戏份“饰唯一让你有真正的电影感受的片段，但出现得太迟，没能拯救电影。”
《纽约客》的大卫·丹拜说影片是“伟大的成就”，称赞电影“擅用视觉技巧”。不过，丹拜批评编剧：“它的基调是无情地认真，含义有限或者说想象空间非常大，我的情绪没有流露出来，还是很平静。”此外，他认为片中的男性很“讽刺”，母亲们试图“（给她们女儿）传授的自我价值课程”是无足轻重且自命不凡的。
影评人埃曼纽尔·李维给影片打出B+，称片子“研究代沟及中国母亲和她们美籍华裔女儿们之间的延续性，情感上让人心碎”，对于“文化多样性”饰很多的视觉政治宣传。然而，他认为片子太长，“太多剧情和倒叙”，太过主流，远称不上一部艺术片，尤其是在“名声在外的电影节上”放映时。《DVD Talk》的马特·亨里希斯（Matt Hinrichs）给予影片4.5/5星评价，评论：“虽然剧情有着文化和性别特点，但也发掘了许多范围普遍和有吸引力的压倒性主题（比如女儿们害怕重蹈母亲的覆辙）。”

## 奖项和提名
| 大奖                   | 奖项               | 提名者                          | 结果 | 参考资料 |
| ---------------------- | ------------------ | ------------------------------- | ---- | -------- |
| 1995年英国电影学院奖   | 最佳改编剧本       | 谭恩美、罗纳德·巴斯             | 提名 | [ 37 ]   |
| 1994年美国选角工会奖   | 最佳剧情长片选角   | 丽莎·布雷蒙·加西亚、海蒂·莱维特 | 獲獎 |          |
| 1993年國家評論協會奖   | 十佳电影           |                                 | 獲獎 | [ 38 ]   |
| 1994年南加州大学编剧奖 |                    | 谭恩美、罗纳德·巴斯             | 提名 | [ 39 ]   |
| 1994年美国编剧工会     | 最佳剧本           | 谭恩美、罗纳德·巴斯             | 提名 | [ 40 ]   |
| 1994年青年艺术家奖     | 最佳十岁以下女主角 | 梅兰妮·张                       | 提名 | [ 41 ]   |
| 1994年青年艺术家奖     | 最佳十岁以下女主角 | 武梅                            | 提名 | [ 41 ]   |
| 1994年青年艺术家奖     | 最佳青年女主角     | 艾琳·吴                         | 提名 | [ 41 ]   |